# Passeig de Sant Roc (Olot)
El Passeig de Sant Roc és una via pública d'Olot (Garrotxa) protegida com a bé cultural d'interès local.

## Descripció
La primera plantada d'arbres és del primer terç del segle xix. Els actuals plàtans, han estat podats de manera que han esdevingut una doble filera de molta alçada. Aquesta filera d'arbres, per millorar les condicions del passeig són d'inspiració francesa, i tenen els models més reeixits de les promenades o boulevards. La seva singularitat ve definida per les fileres d'arbres en línia recta, que s'ha repetit per tota la geografia urbana del país i que en la mateixa ciutat d'Olot, en trobem altres exemples rellevants. Aquest lloc de passeig i relació arriba a ser un dels espais lliures més importants de la ciutat i portava de les fonts de Sant Roc, quan l'esplanada de l'Estació estava ocupada totalment per les instal·lacions del carrilet.